# ديف لي
ديف لي (31 مارس 1942 بموديستو في الولايات المتحدة - ) (بالإنجليزية: Dave Lee)‏ هو لاعب كرة سلة أمريكي في مركز هجوم قوي الجسم.

## وصلات خارجية
- ديف لي على موقع سبورتس رفرنس (الإنجليزية)
- ديف لي على موقع كلية كرة السلة في سبورتس رفرنس.كوم (الإنجليزية)
- ديف لي على موقع ريلجم (الإنجليزية)